# Dobsonia beauforti
Dobsonia beauforti là một loài động vật có vú trong họ Dơi quạ, bộ Dơi. Loài này được Bergmans mô tả năm 1975.

## Hình ảnh

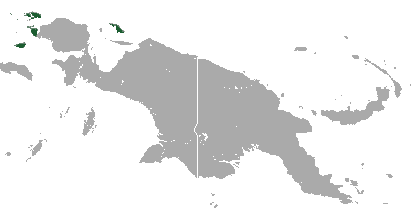